# جوناس جونز
جوناس جونز (بالإنجليزية: Jonas Jones)‏ (و. 1791 – 1848 م) هو قاضي، من كندا، توفي عن عمر يناهز 57 عاماً.